# Mackenzie Island (ö i Australien, Western Australia)
Mackenzie Island är en ö i Australien. Den ligger i delstaten Western Australia, omkring 630 kilometer sydost om delstatshuvudstaden Perth. Arean är 0,52 kvadratkilometer. Den sträcker sig 0,8 kilometer i nord-sydlig riktning, och 1,0 kilometer i öst-västlig riktning.